# Эйвон-Волли
Эйвон-Волли (англ. Avon Valley National Park) — национальный парк в штате Западная Австралия, расположенный в 47 км к северо-востоку от столицы штата Перт. Назван 15 октября 1971 года по реке Эйвон, протекающей через него. Район представляет собой холмистое плато с крутыми склонами долины, спускающимися к реке примерно на 200 м ниже. Район содержит обнажения гранитов и смесь типов почв, включая суглинки, гравий и латеритные пески. Площадь парка составляет 42,66 км².

## Флора и фауна
В парке растут деревья Eucalyptus marginata (ярра), Corymbia calophylla (марри) и Eucalyptus wandoo (ванду), а также обитают 90 различных видов птиц, что делает его идеальным местом для наблюдения за птицами. В лесных массивах можно встретить нуитсии (т. н. рождественские ёлки) и ксанторреи.
Весной парк посещают любители полевых цветов, чтобы полюбоваться разнообразием цветов, в том числе банксиями, ослиными орхидеями и лешенолтиями (Lechenaultia). Кроме этого в парке встречаются Conostylis, а также редкая Thysanotus.

Флора Эйвон-Волли
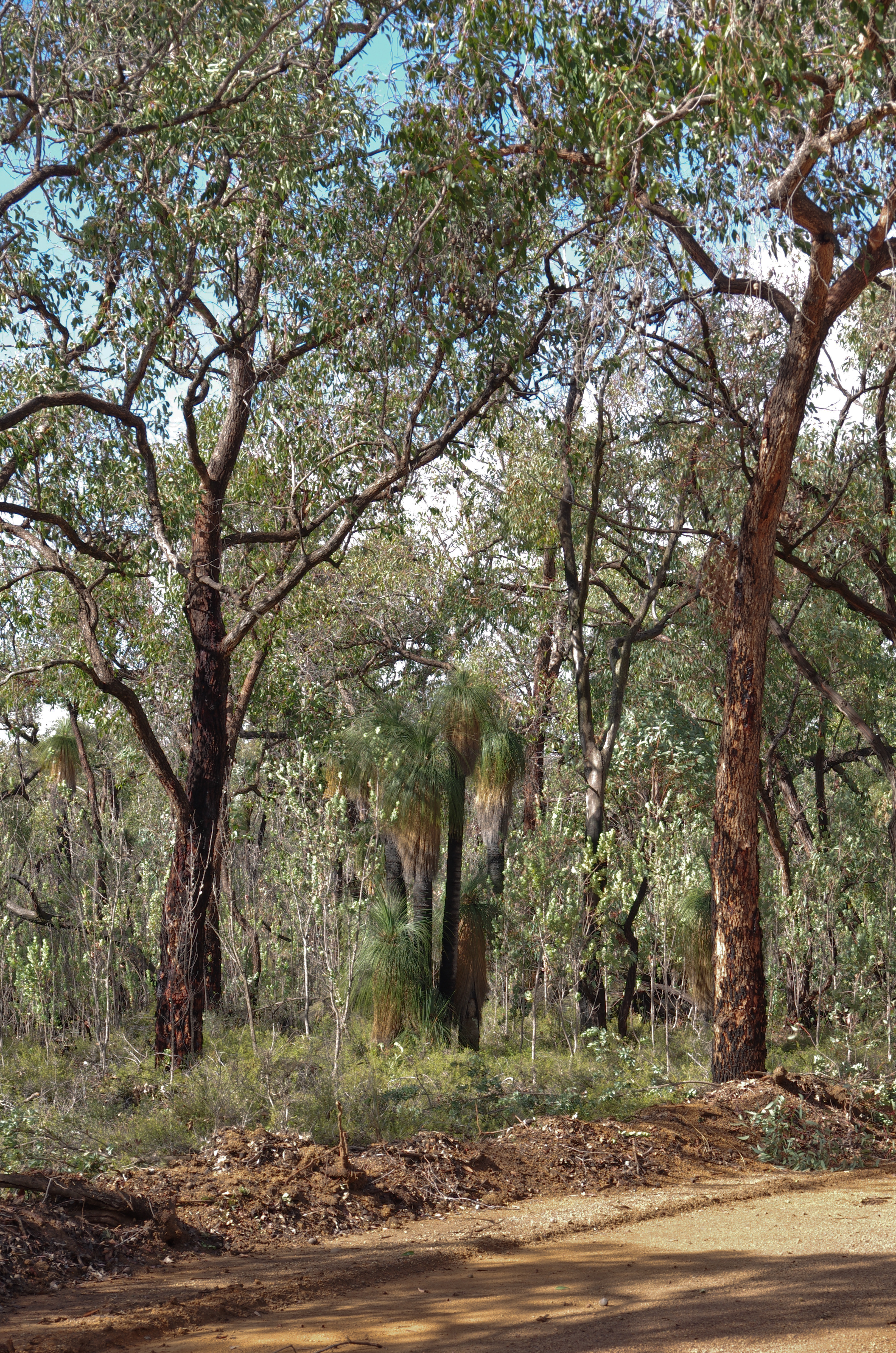
Ксанторрея Xanthorrhea drummondii
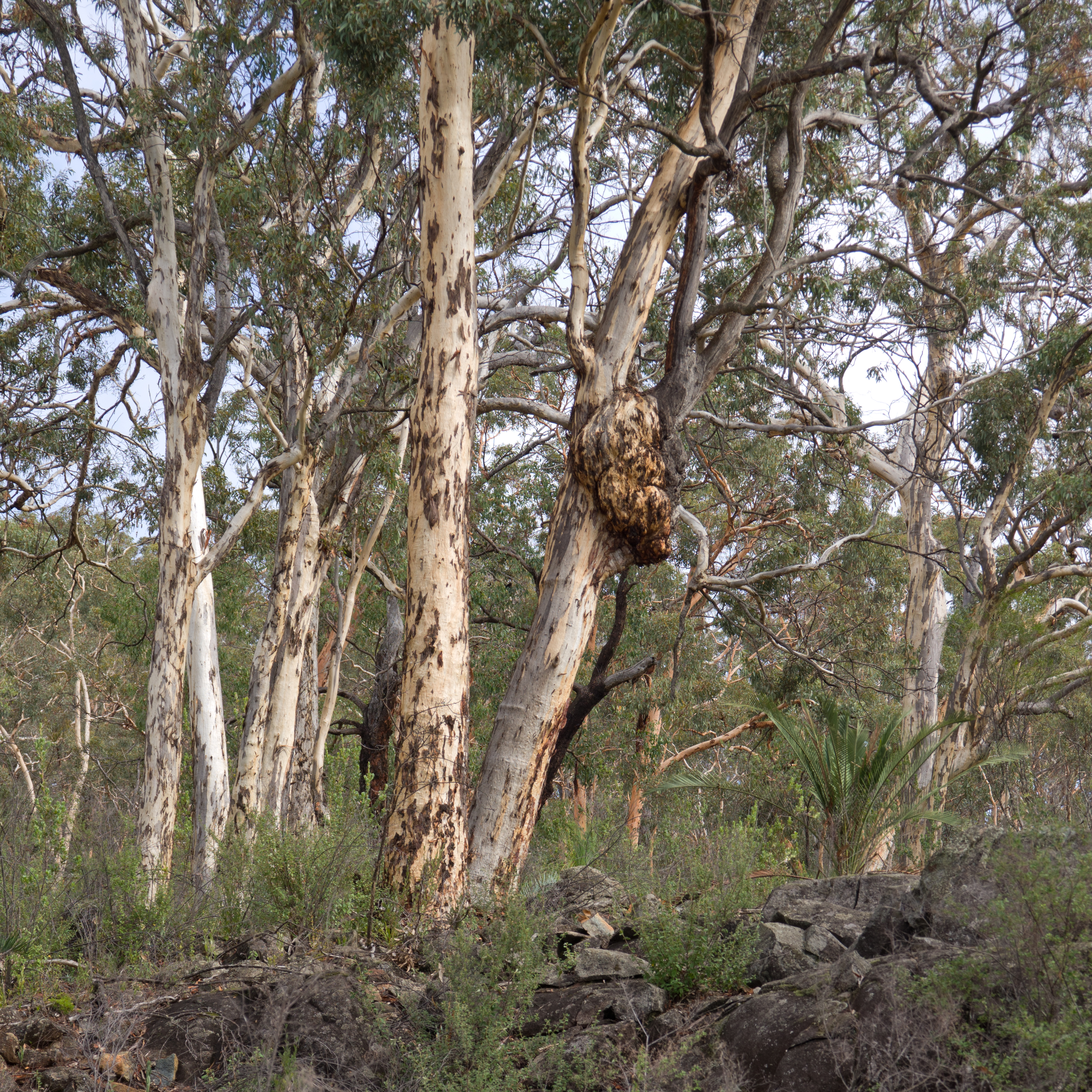
Эвкалипт приближающийся (Eucalyptus accedens)
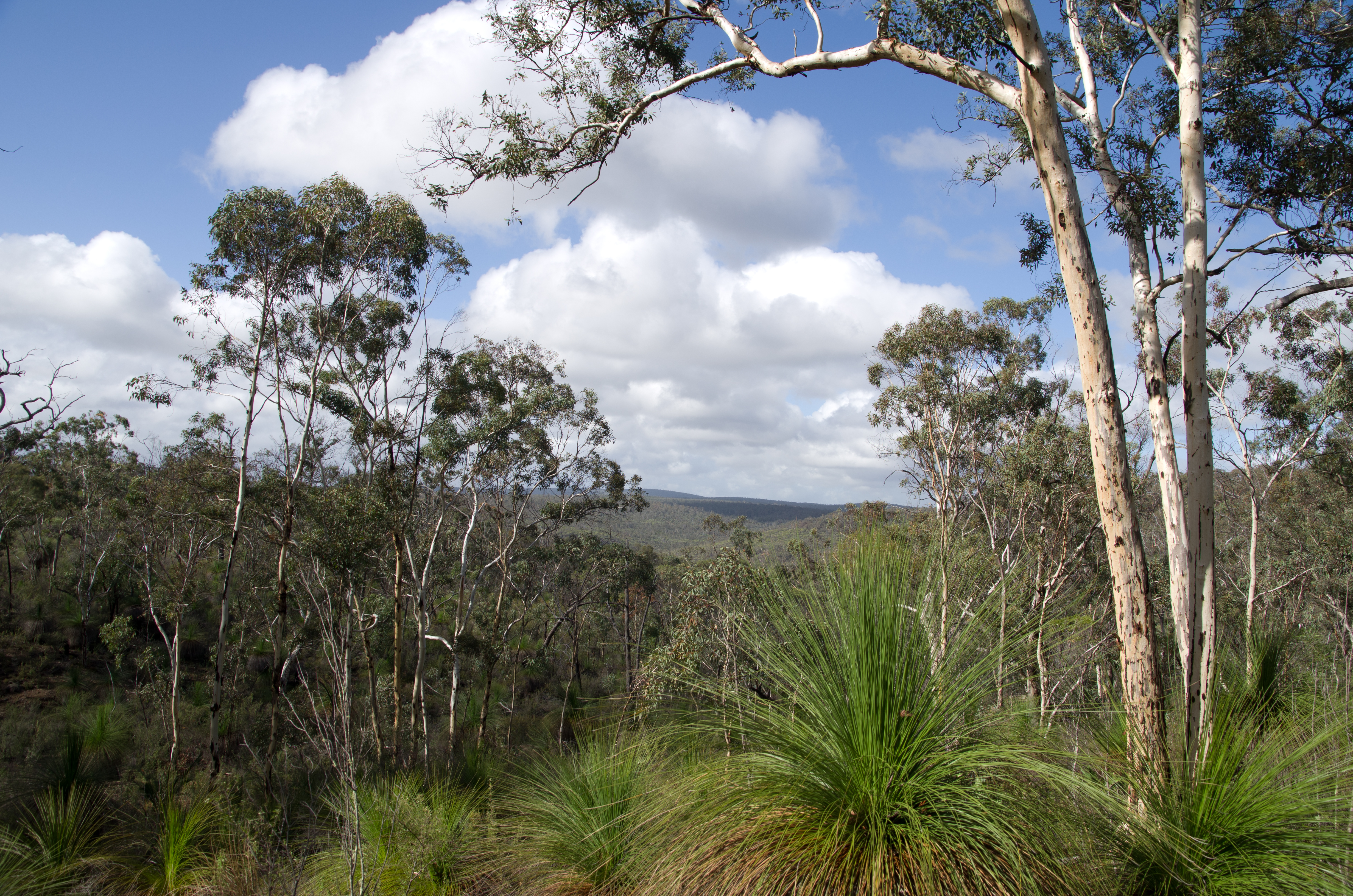
E. accedens и ксанторрея
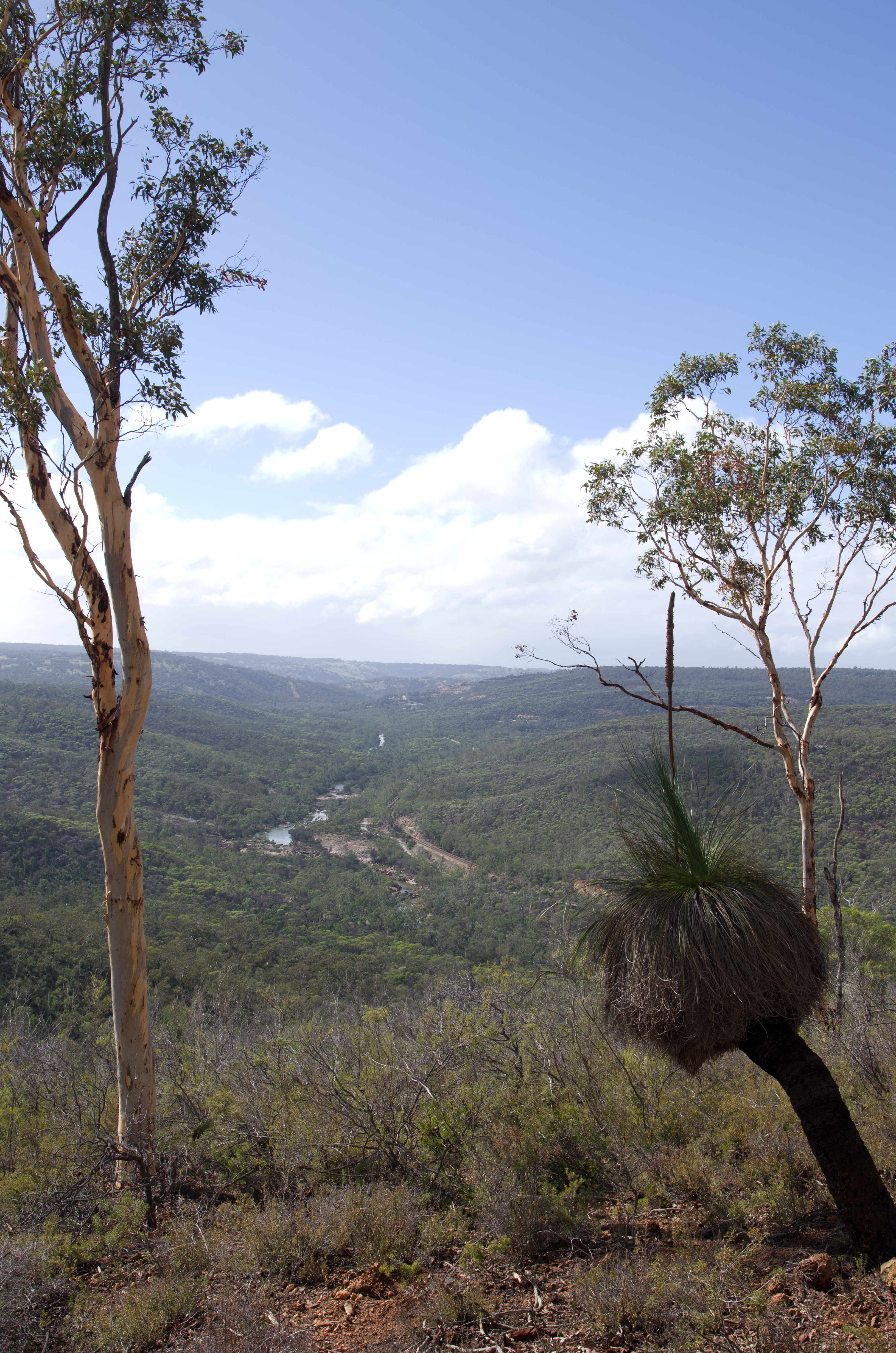
E. accedens и ксанторрея

## История
Бушрейнджер Мундин Джо использовал эту местность как убежище со своей пещерой и загоном, расположенными на территории парка. Оба с тех пор пострадали в результате серии лесных пожаров в парке. Впоследствии в 1981 году этот район был выделен в Национальном парке как заповедник Мундин.
Третий маршрут Восточной железной дороги частично проходит на южной границе парка на южной стороне реки Эйвон и обеспечивает — во время лесных пожаров и других чрезвычайных ситуаций — путь доступа.

## Туристическая инфраструктура
С посетителей парка взимается плата за вход и кемпинг. Доступны туалеты, вода, затенённые места и дровяные мангалы. Указатели на тропах и информационное убежище расположены на территории парка, на территории есть специальный рейнджер.